# IPod touch (第3世代)
iPod touch（第3世代）とは、Appleが開発、発売していたiPod touch第3世代目のモデルである。

## 概要
2009年9月9日に発表された。発売当初は「Late 2009」または「End 2009」という名称だったが、2010年4月8日にiPhone OS 4.0が発表されて以降第3世代となった。
外観は前モデルとほぼ同じで、背面は鏡面仕上げのステンレスで右上にWi-Fiアンテナがある。カメラは前面、背面共に非搭載で、のちのアップデートで提供されるFaceTimeは利用できない。8GBモデルはiPod touch（第2世代)のスペックを引き継いでいるが、海外では「MC Model」と呼ばれることもある。
32、64GBモデルはメモリが256MBに増えCPUも強化され高速化されている。本体にはマイクが搭載されていないが、付属品のApple Earphones with Remote and Micを接続することでボイスメモ Appを利用できる。
iOS 4.3からはホーム画面の壁紙も設定できるようになった。

## OS
iPhone OS 3.1を搭載している（購入時期により異なる）。最終バージョンはiOS 5.1.1。iOS 5からはPCを使わなくてもアップデートが可能。